# Парфино (железнодорожная станция)
Парфино — железнодорожная станция в Парфинском районе Новгородской области в составе Федорковского сельского поселения.

## География
Находится в центральной части Новгородской области левом берегу реки Ловать напротив районного центра поселка Парфино.

## История
Построена в 1894—1897 годах при строительстве железной дороги Псков — Бологое. До 1904 года называлась Ловать. В 1908 году здесь (Старорусский уезд Новгородской губернии) было учтено 4 двора.

## Население
Численность населения: 28 человек (1908 год), 124 (русские 84 %) в 2002 году, 106 в 2010.